# Austrolimnophila collessiana
Austrolimnophila collessiana là một loài ruồi trong họ Limoniidae. Chúng phân bố ở miền Australasia.